# Grand Hotel, Norrköping

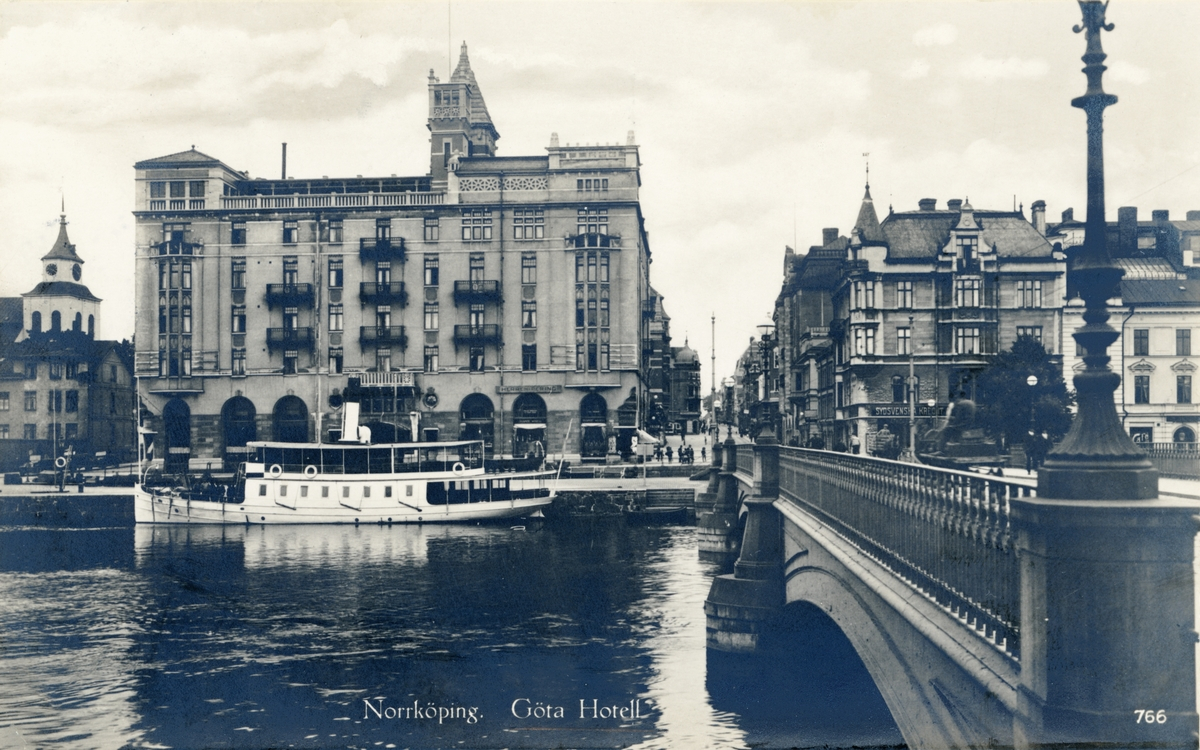
S/S Kolmården vid Saltängsbron och Hamngatan, framför dåvarande Göta Hotell

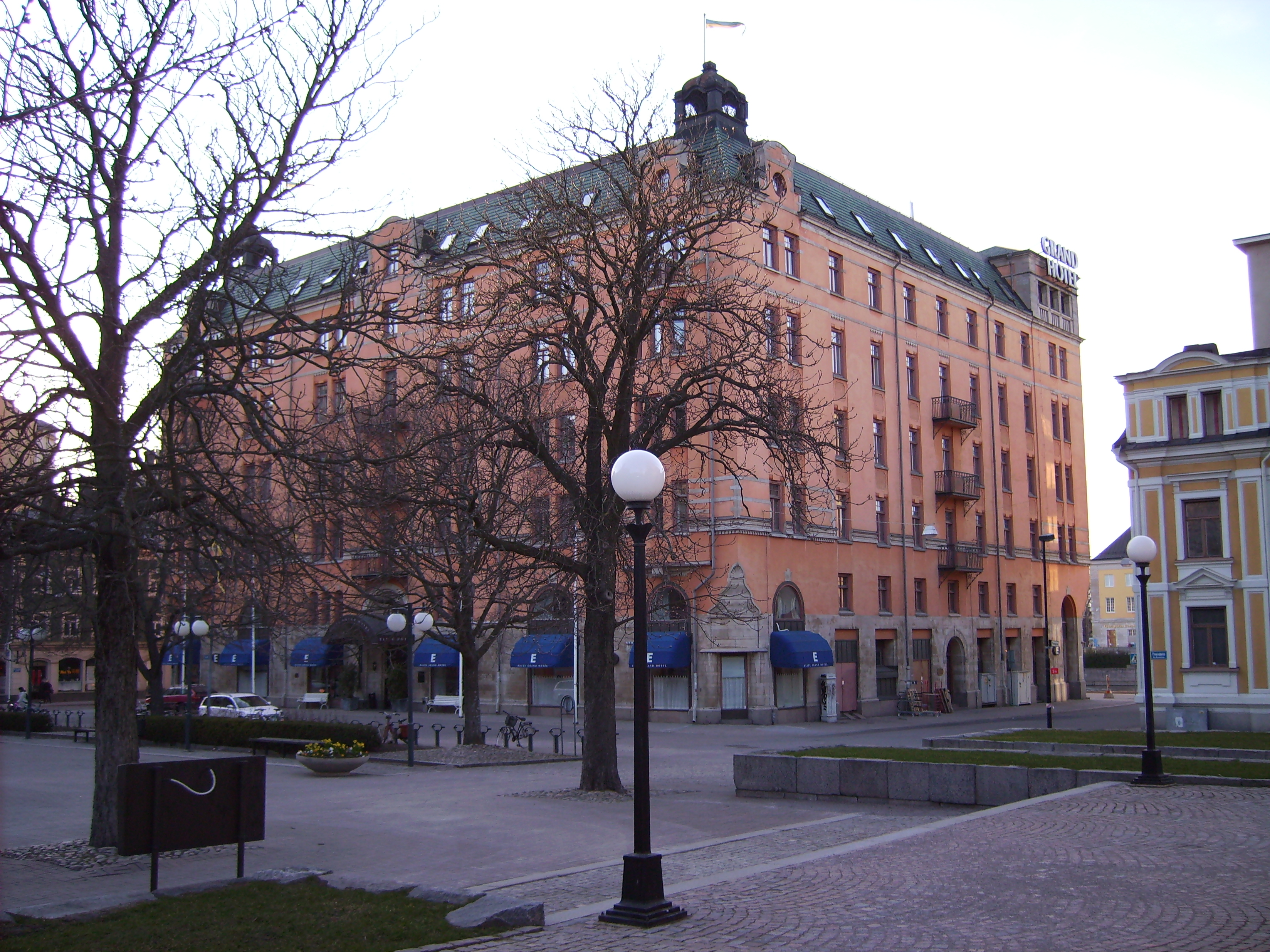
Grand Hotel vid Tyska torget

Grand Hotel är en byggnad i Gamla staden i Norrköping, som upptar kvarteret Varvet mellan Tyska torget, Drottninggatan, Hamngatan och Torggatan. Byggnaden ritades av Werner Northun med inspiration från Ferdinand Bobergs byggnad Rosenbad i Stockholm. Den uppfördes 1904-1906 som hotell inför Konst- och industriutställningen i Norrköping 1906 med namnet Göta Hotell. 
Byggnaden utformades som ett centralpalats med konsert- och bankettsal, omgiven av en läktarvåning med balkonger, klubbrum och sällskapsrum. Det fanns också privatbostäder och en banklokal och i markplanet affärslokaler. Högst upp låg festvåningen och en stor terrass.  
Hotellet hade från början ett 50-tal rum År 1943 byttes namnet till Grand Hotel. Det drevs fram till slutet av 1960-talet. Från 1970 stod fastigheten tom, tills den renoverades och återinvigdes som hotell 1982 med 205 rum samt konferens- och festlokaler.
Hotellet drivs sedan 1986 av Elite Hotels.